# Кассано-Спінола
Кассано-Спінола (італ. Cassano Spinola, п'єм. Cassan) — муніципалітет в Італії, у регіоні П'ємонт,  провінція Алессандрія.
Кассано-Спінола розташоване на відстані близько 440 км на північний захід від Рима, 100 км на схід від Турина, 26 км на південний схід від Алессандрії.
Населення — 1785 осіб (2014).
Щорічний фестиваль відбувається понеділка після la 3° dom. вересня. Покровитель — святий Петро.

## Демографія
Населення за роками:

Станом на 1 січня 2023 року в муніципалітеті офіційно проживало 160 іноземців з 25 країн, серед них 90 громадян країн Євросоюзу та 3 громадяни України.

## Сусідні муніципалітети
- Кареццано
- Гаваццана
- Нові-Лігуре
- Поццоло-Формігаро
- Сант'Агата-Фоссілі
- Сардільяно
- Серравалле-Скривія
- Стаццано
- Віллальвернія